# David Lloyd (tennis)
Pour les articles homonymes, voir David Lloyd et Lloyd.
David Lloyd, né le 3 janvier 1948 à Leigh-on-Sea, est un ancien joueur de tennis professionnel britannique.

## Biographie
Né en 1948 à Leigh-on-Sea, David Lloyd est le frère aîné de John Lloyd avec qui il joue en double pendant sa carrière. À l'été 1964, David Lloyd dispute le championnat britannique junior - British Junior Championships - organisé par la Lawn Tennis Association sur le site de Wimbledon et atteint la finale après avoir battu JPR Williams en demi-finale. C'est contre ce dernier qu'il perd ce même tournoi en 1966, en étant dominé en deux sets 6-4, 6-4 lors de la finale.

## Palmarès

### Titre en double messieurs
| No | Date       | Nom et lieu du tournoi | Catégorie | Dotation  | Surface         | Partenaire | Finalistes             | Score         |  |
| -- | ---------- | ---------------------- | --------- | --------- | --------------- | ---------- | ---------------------- | ------------- |  |
| 1  | 01-11-1976 | Dewar Cup Londres      |           | 100 000 $ | Moquette (int.) | John Lloyd | John Feaver John James | 6-4, 3-6, 6-2 |  |

### Finales en double messieurs
| No | Date       | Nom et lieu du tournoi                 | Catégorie | Dotation  | Surface         | Vainqueurs                    | Partenaire | Score         |  |
| -- | ---------- | -------------------------------------- | --------- | --------- | --------------- | ----------------------------- | ---------- | ------------- |  |
| 1  | 14-03-1977 | Tournoi de tennis de Helsinki Helsinki |           | 50 000 $  | Moquette (int.) | Jiří Hřebec Hans Kary         | John Lloyd | 5-7, 7-6, 6-4 |  |
| 2  | 13-06-1977 | Rawlings International Londres         |           | 100 000 $ | Gazon (ext.)    | Anand Amritraj Vijay Amritraj | John Lloyd | 6-1, 6-2      |  |

### Finale en double mixte
| No | Date       | Nom et lieu du tournoi                  | Catégorie | Surface      | Vainqueurs                   | Partenaire    | Score   |  |
| -- | ---------- | --------------------------------------- | --------- | ------------ | ---------------------------- | ------------- | ------- |  |
| 1  | 28-07-1969 | Hürlimann Doubles Tournament Eastbourne |           | Gazon (ext.) | Christine Janes John Clifton | Virginia Wade | Partage |  |